# Monetazione della Beozia
La monetazione della Beozia, come la monetazione della Focide, ebbe inizio verso la metà del V secolo a.C. ed è in gran parte una monetazione federale. Le varie città della Beozia erano unite in una confederazione anfiozionica, la Lega beotica, e in quanto membri della Lega adottarono dei tipi monetari comuni, che distinguono le emissioni beotiche da quelle delle altre comunità greche. Il tipo, che caratterizza il dritto delle emissioni, è lo scudo beotico.

## Scudo beota
Lo scudo beota, o beotico, è uno scudo ovale o circolare con due aperture semicircolari a entrambi i lati, rinforzato davanti con del cuoio.
Si pensa che possa essere un emblema religioso ma non è chiara la divinità a cui faccia riferimento. Potrebbe essere lo scudo d'oro di Atena Itonia, il cui tempio era vicino a Koroneia, dove venivano tenute le feste annuali dei Beoti o lo scudo della statua di Ares, che era situato alla partenza della corsa dei cavalli alle Pambeozie.

## La monetazione federale della Beozia
La monetazione della Beozia ha i caratteri di una monetazione federale. Queste monetazioni sono espressioni di una alleanza politica o semplicemente un accordo per coniare alcune monete, ad esempio le cosiddette monete commemorative.
Le coniazioni federali servono a favorire scambi sia finanziari che generali tra due parti o, in caso di Beozia, per facilitare le città partecipanti; perciò le coniazioni federali usano lo stesso piede monetario - come lo standard eginetico nel caso della monetazione della Beozia.
Le federazioni, o alleanze monetarie, fanno in modi diversi il dritto e il rovescio delle loro coniazioni che, tuttavia, possono essere classificate, sulla base della procedura, in tre gruppi:
1. la federazione lascia ai partecipanti libera scelta per i tipi del dritto e del rovescio.
2. i partecipanti condividono uno stesso tipo che è usato per il dritto, mentre il rovescio è scelto da ogni partecipante, quindi si trovano tipi diversi per le varie città.
3. la federazione si fa carico completamente della coniazione sicché i singoli membri, città, non hanno monete proprie.

Il tipo comune indica qualche elemento che è importante per la federazione nell'insieme; in genere di natura mitologica e culturale o anche storica. Le città della Beozia scelsero il cosiddetto „scudo beota“, che è presente del dritto di tutte le monete della Lega beotica, mentre il rovescio varia per ogni singola città.
Mentre all'inizio della monetazione federale lo scudo era assolutamente uguale,  nelle serie più tarde, dopo la battaglia di Leuttra, si trovano anche sullo scudo indicazioni della polis che conia. Haliartos ad esempio decora lo scudo con un tridente – un simbolo di Poseidone, che a sua volta caratterizza il rovescio delle monete di questa città. L'unica eccezione è quello Orchomenus che usa al dritto un chicco di grano sul fronte invece dello scudo, ma dall'inizio del IV secolo a.C. anche Orchomenus usa lo scudo.

## Cronologia delle emissioni
Dopo la fondazione della Lega beotica agli inizi del VI secolo a.C., iniziarono a coniare le città di Tebe,  Haliartos e Tanagra, probabilmente dalla seconda metà del VI secolo.
Già da queste prima coniazioni il dritto era caratterizzato dallo scudo beota. Al rovescio c'era il cosiddetto incuso a pale di mulino che era già usato nella monetazione di Egina.
Questo tipo di incuso è come un quadrato incuso, in cui ci sono triangoli alternativamente più e meno profondi. Un segno identificativo, se presente, si trova al suo centro. Ad esempio Tanagra segna le sue monete con una tau o con tau e alfa, Haliartos con uno spirito aspro di tipo arcaico (a forma di H) e Tebe (Thebai in greco) con una theta.
Alla fine del VI secolo a.C. si aggiungono alla città che avevano coniato fino a quel momento,  Tanagra, Haliartus e Tebe, altre quattro città: Acraephia, Koroneia, Mycalessus e Pharae.
Il dritto è ancora caratterizzato dallo scudo beotico e il rovescio dall'incuso a pale di mulino, usato in precedenza. Le nuove sigle sono: phi (Φ) per Pharae, mi (Μ) per Mykalessus.
Verso il 480 a.C. inizia a vacillare la posizione egemone di Tebe nella lega in seguito alle guerre persiane e passa in secondo piano, dato che la lega beotica, con l'eccezione di Tespie e Platea, si era schierata a fianco dei Persiani.
Nei ritrovamenti di questo periodo si trovano più monete di Tanagra, che sono marcate con il tipico TA oppure con TA e BOI. Ciò è interpretato come prova per l'assunzione, da parte di Tanagra, dell'egemonia all'interno della lega. Come tipo del rovescio rimane l'incuso a forma di pare di mulino, ma si inserisce anche un nuovo tipo con una ruota a quattro raggi.
Dopo un'invasione di Atene, con la susseguente introduzione della democrazia verso il 456 a.C., anche altre polis iniziarono a emettere più monete, tra cui Haliartos, Acraephia, Tebe e Koroneia. L'incuso a pale di mulino sparisce a favore di immagini chiaramente espresse e differenziate e che contengono le iniziali delle città.
Dal 446, con l'espulsione degli Ateniesi, in seguito alla battaglia di Cheronea, per circa 50 anni, fino a circa il 400 a.C. le monetazioni della lega furono emesse a nome di Tebe. 
In questo periodo si trova una serie di stateri che hanno al rovescio Eracle, la cui mitologia è legata a Tebe, con diversi tipi:
- vincitore in battaglia
- arciere (stante o in ginocchio)
- con un tripode delfico
- come bambino che strangola serpenti

Un'altra emissione tebana fu coniata nell'ultimo quarto del secolo: il tipo raffigurato al rovescio era la testa di Eracle o di Dioniso di profilo o di fronte.
La cosiddetta Pace del Re del 387 a.C. tra Greci e il re persiano Artaserse II, che pose fine alla guerra di Corinto, comportò lo scioglimento della Lega beotica, perché con questa pace ogni città greca fu dichiarata indipendente; di conseguenza ci fu un arresto delle monetazioni.
Dopo la sconfitta degli Spartani nella battaglia di Leuttra del 371 a.C. da parte dei Tebani, la Lega beotica fu formata di nuovo. Inizia l'egemonia tebana, il periodo in cui la città di Tebe dominò la Grecia.
Le monetazioni in questo periodo può essere riassunto, in base al rovescio, in tre gruppi, con il primo gruppo che può essere diviso in tre gruppi.
Il gruppo Ia si caratterizza per un Eracle che soffoca i serpenti, un tipo presente già alla metà del V secolo, come ad esempio nelle monete di Rhodes o di Croton. Qui è raffigurato in modo completamente nuovo: è seduto, frontalmente, con un serpente per mano.
Il gruppo Ib presenta al rovescio un'anfora, che è interpretabile come un riferimento a Eracle o Dioniso. Viene datato all'inizio del IV o alla fine del V secolo a.C.; si può anche notare una variazione parziale del tipo a dritto, in cui lo scudo un alcuni casi è ornato con un globo. L'uso di globi, uva e foglie di vite inizia con questa monetazione e prosegue con i gruppi Ic e II.
I rovesci delle monete del gruppo Ic mostrano un'anfora, accompagnata da diversi simboli e da nomi abbreviati di persone. I diversi simboli sono dapprima quelli noti da tempo, cioè globi, archi, uva, rami di vite ma anche rose, spighe e altri simboli che si riferiscono alle famiglie delle persone indicate dalle sigle. I nomi di queste persone sono normalmente abbreviati con quattro lettere; esistono anche variante da tre o fino a sei lettere. Questi nomi sono interpretati come nomi di beotarchi, i capi della Lega ma potrebbero anche essere i nomi di funzionari o privati il cui compito era sovrintendere alla coniazione delle monete.
Il rovescio del gruppo II mostra una tipica anfora tebana, ai cui lati non ci sono più nomi della famiglia. ma la legenda ΒΟΙΟ(ΤΩΝ) (boiotōn, dei Beoti), che è il principale elemento di differenza tra il gruppo Ic e II. Inoltre l'anfora è accompagnata da simboli che si rifanno a Eracle e Dioniso.
Il gruppo III somma le coniazioni delle altre città di questo periodo, e anche coniazioni di Haliartus, Orchomenus e Tanagra e ha, oltre rovesci particolari, anche modificazioni del dritto, cioè dello scudo beota.

## Tipi
Il tipo principale presente al dritto delle monete beotiche è il cosiddetto scudo beota, la cui importanza per la Lega beota è controversa.
Si ritiene che la statua di Athena Itoneia nel santuario federale dei Beoti di Coronea indossasse un tale scudo oppure che la sua importanza derivasse dalle caratteristiche costruttive: la parte anteriore dello scudo beota era coperto di pelle bovina e il termine greco per giovane bue desse il nome all'intera regione.
I tipi del rovescio dipendono dalle singole città. All'inizio della monetazione si differenziano poco, ad esempio solo per le diverse iniziali poste al centro dell'incuso a pale di mulino.
Al 456 a.C. le città coniarono monete con immagini chiaramente distinguibili e con abbreviazioni del loro nome. Alcuni di questi tipi furono usati anche dopo la battaglia di Leuttra
La Beozia già nell'antichità era caratterizzata come prevalentemente rurale. Al rovescio di molte monete si trovano tipi con riferimenti rurali: ad esempio, Tanagra, pone al rovescio un cavallo e Copae mette una testa di vitello vista di fronte. Sono anche rappresentati divinità cittadine, punti di riferimento del luogo oppure miti.

## Città

### Tebe
Il tipo utilizzato da Tebe per il rovescio delle sue monete nella seconda metà del VI a.C. è un incuso a forma di pale di mulino a vento senza legenda, cui all'inizio del V secolo a.C. verrà aggiunta una Θ (theta).
Dopo le guerre persiane la monetazione di Tebe, inizia nuovamente nel 456 a.C. con un'anfora e l'iniziale della città.
Dopo dieci anni la città batte una serie di stateri in cui la figura principale è Eracle, la cui madre Alcmene, secondo il mito, era un'abitante della città. Fu messa incinta da Zeus, che si era trasformato in suo marito, mentre questi si trovava in una spedizione.
Dopo la nascita di Eracle la moglie gelosa di Zeus, Era, pose nella culla del neonato Eracle, che tuttavia due serpenti, egli poté strangolare grazie alla sua origine divina. Questa scena è raffigurata su alcune moneta di questo periodo. Altri tipi mostrano Eracle come arciere, vincitore nella lotta o come portatore del tripode delfico.
Con la ricostituzione, dopo la battaglia di Leuttra, della Lega beotica e con l'egemonia tebana, la città emise nuove serie di monete.
Con l'eccezione di una serie che ripropone il tipo di Eracle come strangolatore di serpenti, al rovescio si trovano, con varie legende e simboli, principalmente anfore che riportano di nuovo a Eracle, oppure a Dioniso, il figlio di Zeus e Semele, la figlia di Cadmo, il fondatore mitico della città.

### Haliartos
Haliartos appartiene al gruppo delle prime città della Lega beotica che hanno coniato monete.
Inizialmente al rovescio era presente un incuso a forma di pale del mulino a vento, nel cui centro si trovava, come iscrizione, uno spirito aspro (l'iniziale della città), che nell'alfabeto beotico del tempo ha la forma dell'H latina.
Dal 456 a.C. il tipo principale delle monetazione della polis divenne Poseidone. Per spiegare di questo tipo può servire il santuario di Poseidone a Onchestos, che si trovava nel territorio della città.
Dopo la battaglia di Leuttra la città pose un tridente sopra lo scudo.

### Plataea
Plataea coniò monete con lo scudo beotico dal 456 a.C. Fino ad allora la città era stata alleata con Atene.
Al rovescio fu usato il ritratto di Era, che può essere probabilmente interpretato come un riferimento al santuario di Era che si trovava nella città.

### Orchomenus
Orchomenus è un'eccezione. Invece dello scudo beotico usato prevalentemente, la città usa come tipo per il dritto il grano, sia il chicco che la spiga. I tipi al rovescio variarono nel corso dei secoli.
Agli inizi della monetazione, verso il 500 a.C., le monete mostrano un chicco per l'obolo e un mezzo chicco per l'emi-obolo, con o senza le legenda E o ER. Al rovescio si trova un incuso a forma di pale di mulino a vento.
La legenda ER (epsilon rho) e l'uso della epsilon come iniziale è spiegato dal dialetto beotico.
Verso il 375 circa inizia l'uso, al dritto, dello scudo beota. La spiga è raffigurata o come simbolo o sotto forma di corone di grano.
In questo periodo sono coniati stateri, con lo scudo beota. Alcuni hanno al rovescio un cavallo al galoppo e la legenda ΕΡΧΟ (ercho) e a volte ΕΥΔΟΡΟ (eudoro) interpretato come nome del magistrato monetario. Lo stesso nome è presente anche in alcune emissioni federali di tebe. Altri un'anfora al rovescio con le legende ΕΡΧΟ ed ΕΥ.
Esistono anche monete in bronzo.

## Pesi
Le prime emissioni beotiche adottarono il piede eginetico, basata su uno statere di circa 12,2 grammi. Questo piede distingueva le monete beotiche da quelle della vicina isola di Eubea e da quelle di Atene.
Il piede eginitico fu usato in Beozia fino alla ricostruzione di Tebe da parte di Cassandro I, del 315 a.C.; in seguito furono coniati tetradracmi come quelli di piede attico e terzi di tetradracma come quelli dell'Etolia con un peso di circa 5,16 grammi.